# Dryopteris chinensis
Dryopteris chinensis là một loài thực vật có mạch trong họ Dryopteridaceae. Loài này được (Baker) Koidz. miêu tả khoa học đầu tiên năm 1930.